# 田中本吉
田中 本吉（たなか もときち）は、戦前新潟県の洋画家。旧姓は脇屋、号は卓峰山人。不同舎小山正太郎門下。北魚沼郡根小屋校長、神奈川県尋常師範学校図画担任、三島郡山谷沢村会議員、山谷沢尋常小学校課外講師。

## 経歴
万延元年（1860年）2月越後国三島郡大積村（新潟県長岡市）に脇屋善四郎の四男・第六子として生まれた。1878年（明治11年）1月新潟学校師範学科に入学し、1880年（明治13年）師範学部を卒業し、古志郡中沢校・三島郡才津校・大積大村校・尼瀬校訓導、北魚沼郡根小屋校長を歴任した。

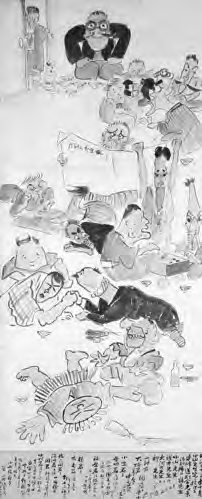
下村為山筆『送別図』第6幅。小山正太郎宅での送別会の様子。田中本吉が奥で正座し、正太郎が『郵便報知新聞』を読む中、為山・浅井忠・岡精一・柳源吉等がトランプ・双六・腕相撲に興じる。

1886年（明治19年）11月上京し、11日中村桃庵の紹介で不同社小山正太郎に入門し、浅井忠・黒田清輝にも影響を受けた。1889年（明治22年）神奈川県尋常師範学校に就職して図画を担任した。1890年（明治23年）10月小泉成一を後任として退職、同月帰郷し、12月古志郡渡沢村の旧家田中新三郎に婿入りした。
1894年（明治27年）山谷沢尋常小学校に農業習修学校が併設されると、毎冬夜学会に自宅を提供した。1900年（明治33年）渡沢区長、村会議員、学務委員となり、1902年（明治35年）小学校校舎を増築した。真宗大谷派に帰依し、1903年（明治36年）7月16日上古志仏教婦人会を創立した。
1919年（大正8年）秋上信越、1921年（大正10年）飛騨・富士山を写生旅行した。1921年（大正10年）60歳で家督を譲った。
1924年（大正13年）4月山谷沢尋常小学校図画科課外講師となり、毎週水曜日無給で出講した。同年9月北海道・東北、1926年（大正15年）西日本・朝鮮を写生旅行した。1928年（昭和3年）昭和天皇即位の礼で献穀米奉耕の儀を務めた。
1936年（昭和11年）1月27日死去し、専福寺田中家累代墓に葬られた。戒名は高灯院釈卓峰。

## 内容が確認できる作品

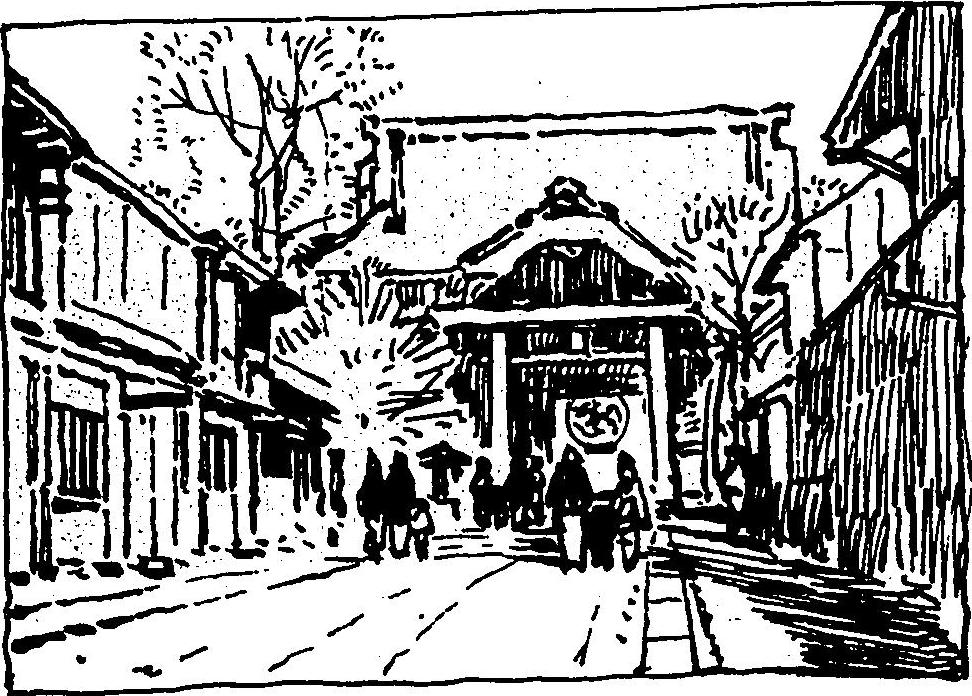
「神田明神」

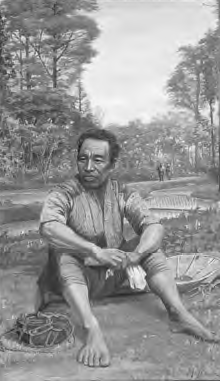
「農夫」

1. 「釜戸」 - 1888年（明治21年）作。個人蔵[2]。
2. 「神田明神」 - 1889年（明治22年）明治美術会第1回展出品。『東京日日新聞』に提灯について酷評されている。図版のみ現存[2]。
3. 「遠村鶏鳴」 - 1890年（明治23年）第3回内国勧業博覧会出品。農商務大臣に買い上げられた。『送別図』第3幅図中に描かれる。森鴎外に「鶏鳴」（明け方）にしては明るすぎると論評されている[2]。
4. 小山正太郎筆「仙台の桜」模写 - 1894年（明治27年）1月作。個人蔵[2]。
5. 「涛声」 - 1895年（明治28年）明治美術会秋季展覧会第7回展出品。図版のみ現存[2]。
6. 「農家ノ夜業」- 1897年（明治30年）明治美術会春季展覧会第8回展出品。長岡市立山谷沢小学校所蔵[2]。
7. 「木曽乃山路の図」 - 個人蔵[2]。
8. 「農夫」 - 1893年（明治26年）以降作[2]。山谷沢小学校校長室所蔵[3]。
9. 「静物」 - 1905年（明治38年）第4回太平洋画会展出品。図版のみ現存[2]。
10. 「風景」 - 1906年（明治39年）作。長岡市立中央図書館所蔵[2]。
11. 『画帳』 - 個人蔵[2]。
  1. 「汽車中人ノ様」 - 1919年（大正8年）作。木曽行の車内の様子[2]。
  2. 「木曽山中鞍馬橋附近雨中之光景」 - 1919年（大正8年）秋作[2]。
  3. 「妙義山ノ秋」 - 1919年（大正8年）作[2]。
  4. 「妙義山の秋色」 - 1919年（大正8年）作[2]。
  5. 「鯨波之夕陽」 - 1920年（大正9年）6月作[2]。
  6. 「飛騨ノ中山七里」 - 1921年（大正10年）10月作[2]。
  7. 「志笏湖」 - 1924年（大正13年）9月作[2]。
  8. 「駒ヶ岳」 - 1924年（大正13年）9月作。噴煙を上げている[2]。
  9. 「佐渡外海府笹子の堅岩」 - 1925年（大正14年）8月作[2]。
  10. 「月ヶ瀬梅の明」 - 1926年（大正15年）4月作[2]。
  11. 「芳野山中千本之一部」 - 1926年（大正15年）4月作[2]。
  12. 「備前国岡山市外三蟠港観望」 - 1926年（大正15年）4月作[2]。
  13. 「犬走河原」 - 1926年（大正15年）4月作[2]。
  14. 「旧羅漢」 - 1926年（大正15年）4月作[2]。
  15. 「日光杉并木今市町木ノ根坂」 - 1933年（昭和8年）10月作[2]。
12. 「飛騨国中山七里ノ中」 - 1921年（大正10年）作。個人蔵[2]。
13. 「伊豆修善寺」 - 個人蔵[2]。
14. 「妙義山」 - 第一石門を描く。個人蔵[2]。
15. 「風景」 - 1932年（昭和7年）作。長岡市立中央図書館所蔵[2]。
16. 「風景（七ツ釜）」 - 1932年（昭和7年）作。十日町市田代の七ツ釜を描く[2]。2014年（平成26年）度新潟県立近代美術館収蔵[1]。
17. 「風景」 - 1932年（昭和7年）頃作。田代の七ツ釜を描く。親族により専福寺本堂に寄進された[2]。
18. 「風景」 - 2014年（平成26年）度新潟県立近代美術館収蔵[1]。
19. 諏訪神社天井画 – 1898年（明治31年）初春作。長岡市中沢諏訪神社所蔵[2]。
20. 専福寺欄間 – 1907年（明治40年）春作。中沢中村家のものだったが、新潟県中越地震で被災し、専福寺に寄附された[2]。
21. 専福寺天井画198点 - 1917年（大正6年）4–5月作[2]。
22. 衝立 – 1932年（昭和7年）作。富士山の前に菊を配する。脇屋本家の求めによる[2]。

長岡市立互尊文庫、平潟神社や個人が所蔵していた作品は、1945年（昭和20年）長岡空襲で多くが焼失した。

## 記念碑
- 卓峰田中本吉君頌徳碑 - 1920年（大正9年）7月渡沢村日光社境内に建立[2]。

## 大積村脇屋家
- 初代：脇屋義助 - 新田義貞弟[4]。
- 8代：脇屋重勝 - 河内国に篭り[4]、楠氏に仕えた[5]。永正2年（1505年）没[4]。
- 11代：脇屋武勝 - 信濃国埴科郡横尾村に移り、庄屋となった。天正6年（1578年）没[4]。
- 13代：河内重経 - 越後国三島郡深沢村を経て大積村庄屋となり、河内氏を称した。慶安元年（1648年）没[4]。
- 20代：河内惣左衛門 - 栖吉村中村家出身。天保15年（1844年）没[4]。
- 22代：脇屋善四郎 - 明治4年（1871年）6月復姓。1875年（明治8年）没[4]。
- 23代：脇屋荘一郎 - 1898年（明治31年）没[4]。
- 24代：脇屋荘吉郎 - 1921年（大正10年）没[4]。
- 25代：脇屋誠義 - 1915年（大正5年）大積村大甲に開業[6]。1955年（昭和30年）没[7]。
- 26代：脇屋誠悦 - 2000年（平成12年）没[5]。
- 27代：脇屋義彦 - 2000年（平成12年）12月関原町に開業[8]。

誠義の姉の長男諸橋正昭は富山医科薬科大学教授、姉の孫諸橋芳夫は日本病院会長。誠悦の弟脇屋正一は新潟大学工学部長。